# Agulhasia davidsoni
Agulhasia davidsoni är en armfotingsart som beskrevs av King 1871. Agulhasia davidsoni ingår i släktet Agulhasia och familjen Chlidonophoridae. Inga underarter finns listade i Catalogue of Life.